# Metaceradocoides vitjazi
Metaceradocoides vitjazi är en kräftdjursart som beskrevs av Yakov Avadievich Birstein och Vinegradou 1960. Metaceradocoides vitjazi ingår i släktet Metaceradocoides och familjen Gammaridae. Inga underarter finns listade i Catalogue of Life.